# غفلت (فیلم ۱۳۳۲)
غفلت فیلمی به کارگردانی و نویسندگی علی کسمایی محصول سال ۱۳۳۲ است.

## خلاصه داستان
جوانی به علت معاشرت با دوستان ناباب به سمت قماربازی کشیده شده و همه دارایی‌هایش را از دست می‌دهد و از فرزندش نیز جدا می‌افتد و پسرش هم به گدایی می‌افتد. پس از سال‌ها و در حالیکه مرد در اثر سانحه‌ای نابینا شده‌است پدر و پسر یکدیگر را پیدا کرده و زندگی جدیدی را شروع می‌کنند.